# Adore
Adore är det fjärde studioalbumet av den amerikanska rockgruppen The Smashing Pumpkins, utgivet den 2 juni 1998 på Virgin Records. Efter storsäljande Mellon Collie and the Infinite Sadness och den årslånga världsturnén sågs Adore som "ett av de mest efterlängtade albumen 1998" av MTV. Albumet visar upp en helomvändning från bandets tidigare skivor, till exempel förra albumet Mellon Collie and the Infinite Sadness från 1995. Musiken är lugn, stämningsfull, mer dämpad, mycket elektronisk och antagligen inspirerad av Depeche Mode. Trummaskiner används, troligtvis på grund av trummisen Jimmy Chamberlins avgång.
Även sessionstrummisar anlitades, bland andra Matt Walker som tidigare spelat i bandet Filter, och Joey Waronker som spelat med bland andra R.E.M. Till stor del sägs den nya musikinriktningen bero på att frontfiguren Billy Corgans mor Martha Corgan dog månader före inspelningen, vilket präglar detta album enormt. Låten "For Martha" är tillägnad henne. Många fans jublade över förändringen, andra övergav bandet. Kritikerna visade upp ett ganska svalt mottagande av albumet 1998. Många anser idag att detta är en av bandets absoluta milstolpar.
Den amerikanska modellen Amy Wesson pryder omslaget på albumet, vars fotografier även kan få Adore att ses som något av ett gothic rock-album. Omslagsbilden och många fler är tagna av Corgans dåvarande flickvän Yelena Yemchuk.
Adore kom etta i både Australien och Nya Zeeland.

## Bakgrund
The Smashing Pumpkins hade cementerat sin plats som en kulturell kraft med det multiplatinasäljande Mellon Collie and the Infinite Sadness. Redan under inspelningen av Mellon Collie kände bandet en begränsning till sitt gitarrdrivna hårdrocksound och vidgade musiken till ett bredare spektrum av stilar, och efter listframgångarna med den elektroniskartade singeln "1979" riktade de in sig på electronica. När den omfattande och mycket framgångsrika turnén Infinite Sadness skred mot sitt slut uppstod flera svåra problem för Billy Corgan, bland annat musikalisk utbrändhet, frånvaron av sin "bästa vän och musikaliska själsfrände i bandet" Jimmy Chamberlin, slutet på sitt äktenskap och sin mors död i cancer.
Under denna period släppte bandet två nya singlar på filmsoundtrack: "Eye" och "The End Is the Beginning Is the End". Båda låtarna hade elektroniska drag samtidigt som de hade kvar hårdrockselementen från bandets tidigare material; en recensent kallade de två singlarna för "balls-out, full-energy chargers" och skrev utifrån The Smashing Pumpkins tidigare uttalanden att det kommande albumet skulle "rocka" mindre. Det nya materialet Corgan skrev för albumet bestod dock huvudsakligen av akustiska låtar. Corgan, James Iha, D'arcy Wretzky och Matt Walker tillbringade några dagar i studion i februari 1997 med att skapa demos mestadels i livetagningar, och bandet hoppades att snabbt kunna spela in ett helt album på detta sätt. Corgan ville först behålla bandets progressiva rock-inspirerade experimenterande men fick snart nya idéer och började spåna på en hybrid mellan folkrock och electronica som var både "gammalmodig" och "futuristisk".

## Inspelning
The Smashing Pumpkins började spela in demos i februari 1997 och hade sammanlagt 30 låtar för albumet, som ett tag såg ut att bli ett dubbelalbum. Bandet minskade senare antalet låtar på albumet till 14.

## Låtlista
Alla låtar är skrivna och komponerade av Billy Corgan. 
| Nr  | Titel                             | Längd |
| --- | --------------------------------- | ----- |
| 1.  | To Sheila                         | 4:46  |
| 2.  | Ava Adore                         | 4:21  |
| 3.  | Perfect                           | 3:23  |
| 4.  | Daphne Descends                   | 4:39  |
| 5.  | Once Upon a Time                  | 4:06  |
| 6.  | Tear                              | 5:53  |
| 7.  | Crestfallen                       | 4:09  |
| 8.  | Appels + Oranjes                  | 3:35  |
| 9.  | Pug                               | 4:47  |
| 10. | The Tale of Dusty and Pistol Pete | 4:35  |
| 11. | Annie-Dog                         | 3:38  |
| 12. | Shame                             | 6:40  |
| 13. | Behold! The Night Mare            | 5:13  |
| 14. | For Martha                        | 8:18  |
| 15. | Blank Page                        | 4:58  |
| 16. | 17                                | 0:17  |

## Medverkande
The Smashing Pumpkins
- Billy Corgan – sång, gitarr, piano, keyboard, produktion, ljudmix, formgivning
- James Iha – gitarr, sång
- D'arcy Wretzky – bas

Ytterligare musiker
- Matt Walker – trummor på "To Sheila", "Ava Adore", "Daphne Descends", "Tear", "The Tale of Dusty and Pistol Pete", "Annie-Dog", och "Behold! The Night Mare"
- Matt Cameron – trummor på "For Martha"
- Joey Waronker – trummor på "Perfect", ytterligare trummor på "Once Upon a Time" och "Pug"
- Dennis Flemion – ytterligare sång på "To Sheila" och "Behold! The Night Mare"
- Jimmy Flemion – ytterligare sång på "To Sheila" och "Behold! The Night Mare"
- Bon Harris – ytterligare programmering på spår 2, 3, 4, 5, 7, 8, 9 och 13; ytterligare sång på "For Martha"
- Brad Wood – ytterligare produktion och ljudteknik på spår 1, 2, 4, 6, 13 och 15, ytterligare sång på "Behold! The Night Mare", orgel på "Blank Page"

Tekniska medarbetare
- Robbie Adams – ljudtekniker, ljudmix
- Chris Brickley – inspelningsassistent
- Flood – ytterligare produktion, ljudmix
- Eric Greedy – mixassistent
- Steve Johnson – inspelningsassistent
- Ron Lowe – inspelningsassistent
- Jay Nicholas – mixassistent
- Frank Olinsky – formgivning
- Neil Perry – ljudtekniker, ljudmix
- Matt Prock – inspelningsassistent
- Chris Shepard – ljudtekniker
- Jamie Siegel – mixassistent
- Bjorn Thorsrud – digital redigering, ljudtekniker
- Ed Tinley – inspelningsassistent
- Andy Van Dette – digital redigering and sammanställning
- Jeff Vereb – inspelningsassistent
- Howie Weinberg – mastering
- Howard C. Willing – ljudtekniker, mixassistent
- John Wydrycs – mixassistent
- Yelena Yemchuk – fotografi, formgivning